# Ресифи
Реси́фи (порт. Recife [ʁeˈsifi]) — город и муниципалитет в Бразилии, столица штата Пернамбуку. Составная часть мезорегиона Агломерация Ресифи. Находится в составе крупной городской агломерации Ресифи. Входит в экономико-статистический микрорегион Ресифи.
Город часто называют «Бразильской Венецией» благодаря множеству мостов, каналов и красивых старинных зданий.

## История

### Колониальный период
В Доколумбову эпоху территорию населяли индейские племена тупи, занимавшиеся охотой, рыболовством и примитивным земледелием.
Португальская экспедиция по руководством Гонсалу Коэлью посетила район в 1501 году, отметив его богатство ценными породами деревьев, но, в то же время, отсутствие золота и агрессивность туземцев.
В 1535 году португалец Дуарте Коэлью получил от короля патент на основание капитании Пернамбуку, и уже на следующий год основал центр новой колонии, город Олинда (в наши дни — пригород Ресифи). В административных документах колонии отмечается существование рыбацкой деревни Ресифи недалеко от Олинды, которую основали несколько семей рыбаков из числа вновь прибывших колонистов. Постепенно деревня развилась в небольшой порт. В 1594 году оба поселения были захвачены и разграблены английским пиратом Джеймсом Ланкастером. В процессе восстановления большая часть горожан переселилась в Ресифи, который и стал новой столицей.

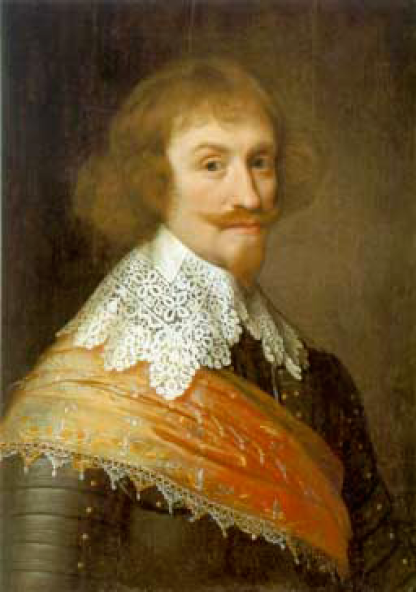
Иоганн Мориц Нассау-Зигенский, 1637

В связи с обострением противоречий между Португалией и Голландией в 1620-х годах в городе были построены оборонительные сооружения. Тем не менее, это не помогло, и в 1630 году голландцы захватили капитанию Пернамбуку и прилегающие территории, основав Голландскую Бразилию. Регион в те годы был одним из вершин треугольника торговли между Европой, Африкой и Южной Америкой. Пряности, сахар и ценные породы дерева из Бразилии доставлялись в Европу, там продавались, на вырученные деньги закупались товары, которые в Африке обменивались у местных вождей на рабов, которые, в свою очередь, продавались в Бразилии.
В середине XVII века основанный на ближайшем островке город Маурицстад служил административным центром Голландской Бразилии, здесь находилась штаб-квартира Голландской Вест-Индской компании (ныне — один из городских районов Ресифи). С 1637 по 1644 годы главным администратором Голландской Бразилии был немецкий князь Иоганн Мориц, с деятельностью которого связывают расцвет Ресифи и колонии в целом. Активное строительство, религиозный мир между католиками, кальвинистами и иудеями, бурное развитие торговли, большие вложения в культуру и образование — всё это сделало Ресифи одним из самых процветающих городов обеих Америк, привлекая в город множество иммигрантов со всего мира. Деятельность Иоганна Морица не нашла понимания в совете директоров Компании, которые рассматривали её предназначение с чисто коммерческой точки зрения, и считали вложения в развитие колонии непроизводительными расходами. В 1644 году Иоганн Мориц был снят со своей должности.

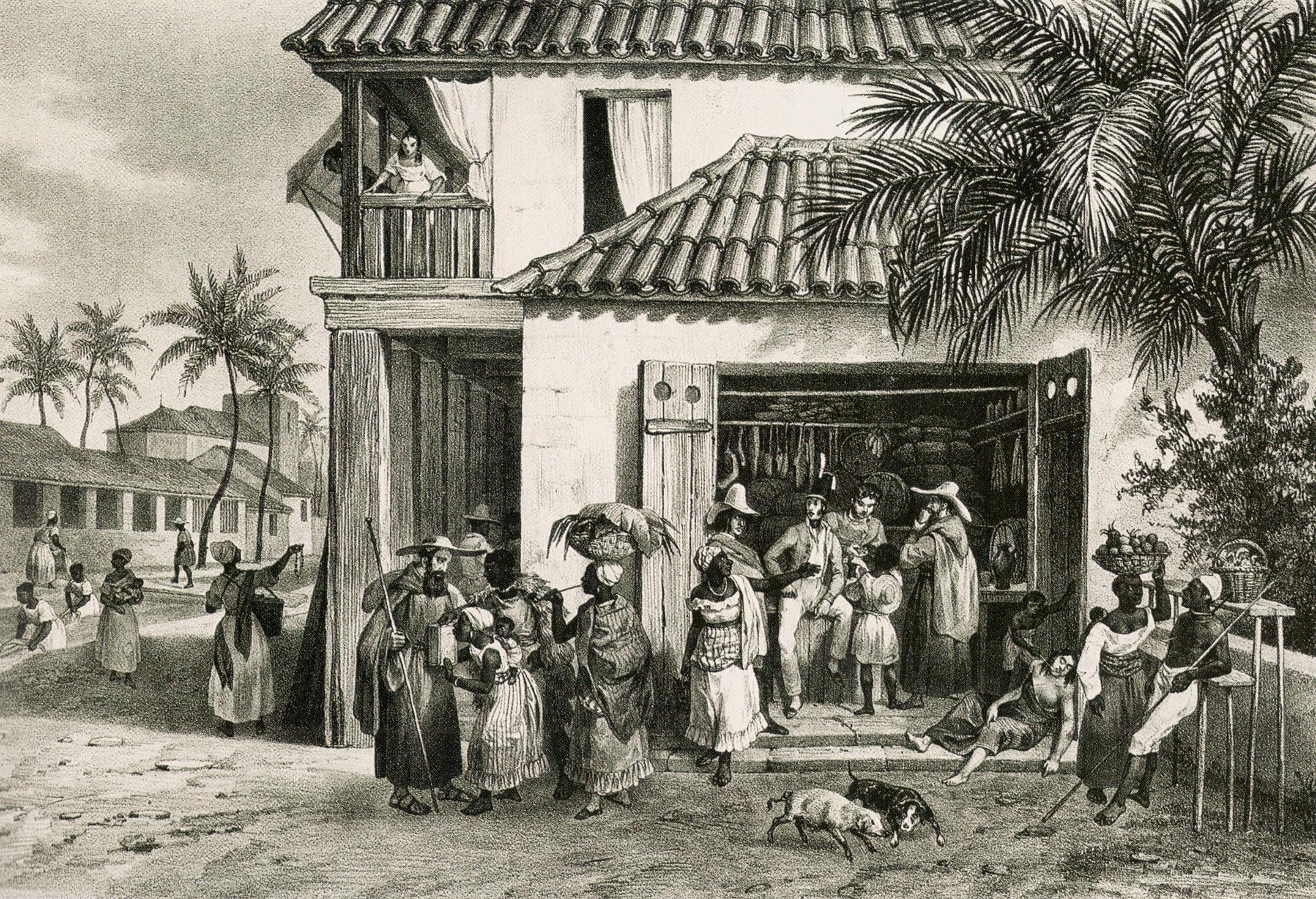
Ресифи, конец XVIII века

Политика последующих управляющих, направленная исключительно на максимизацию прибылей компании, вызвала рост недовольства местных жителей, а затем и появление повстанческих движений, поддерживаемых местными плантаторами и торговцами (в частности, Пернамбукское восстание 1645 года). Как итог, уже в 1654 году Голландская Бразилия прекратила своё существование, вернувшись под власть португальцев.
Пернамбуку всегда было наиболее неспокойной частью Бразилии, местные жители были готовы отстаивать свои права и убеждения с оружием в руках. Так, в 1666 году здесь произошло восстание против непопулярного губернатора, присланного из метрополии (губернатор был отозван), в 1710—1711 годах — т. н. «Война коробейников» (дошедшие до стадии уличных боёв противоречия между плантаторами и городскими торговцами), а в 1817 году — Пернамбукская революция (попытка выйти из состава Португалии и провозгласить республику).

### Экваториальная конфедерация
Провозглашение независимости Бразилии в 1822 г. и создание Бразильской империи вызвало рост сепаратистских настроений на Юге и Северо-Востоке страны. И там, и там местные элиты были настроены в пользу федеративной республики, в то время как император Педру I взял курс на построение унитарного государства с жёстким политическим режимом. Северо-Восток Бразилии в то время и в экономическом, и в культурном плане был значительно больше связан с Португалией, чем с остальной частью страны. Среди местной элиты (плантаторов, скотовладельцев и торговцев) образцом общественного и политического устройства виделся Юг США. Дальнейшее нарастание противоречий между столицей и регионом привело к восстанию.

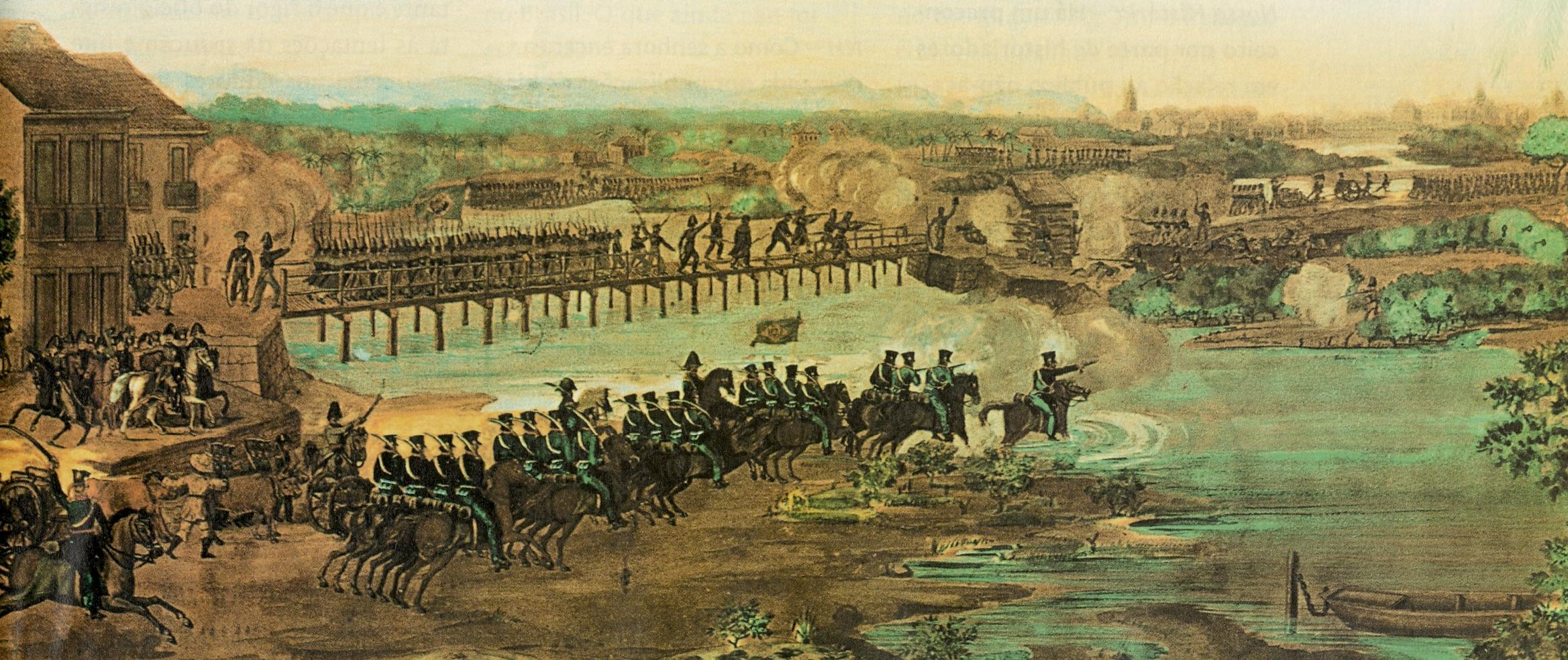
Штурм Ресифи, 12 сентября 1824 года

2 июля 1824 года восставшие взяли под контроль Ресифи, объявив его столицей нового государства, Экваториальной конфедерации, и призвав другие провинции Севера и Северо-Востока присоединиться к ним. Волнения прокатились по всей северной части Бразилии, в итоге к Конфедерации присоединились провинции Пернамбуку, Сеара, Параиба и Алагоас (последний был почти сразу захвачен бразильскими войсками), ещё ряд провинций заняли выжидательную позицию. Великобритания, поддерживающая Педру I, заняла враждебную позицию по отношению к восставшим, что и предопределило их поражение. Английский адмирал Томас Кокрейн, командовавший бразильским флотом, ввёл полную блокаду побережья, уничтожив торговлю Конфедерации и отрезав её от источников военного снаряжения. Тем временем бразильские войска, высадившиеся в августе в Масейо, получая подкрепления и снабжение по морю, продвигались к столице Конфедерации. 12 сентября 1824 года начался штурм Ресифи, продолжавшийся пять дней, в ходе которого город был сильно разрушен. Остатки повстанческой армии отступили в Сеару, где продолжали сопротивление до декабря, но война была уже проиграна.

### В составе Бразилии
Разгром Экваториальной конфедерации и казнь её лидеров не помогли правительству умиротворить Пернамбуку. Отсутствие политических свобод, последовательное урезание самостоятельности провинции, коррупция среди представителей центральной власти и засилье английского капитала вызвали новое восстание 1848—1849 годов. Поначалу восстание быстро распространялось, охватывая всё новые районы, и 2 февраля 1849 года повстанцы атаковали Ресифи. Штурм города оказался неудачным, наступавшие отброшены, что и стало началом конца восстания.
К началу XX века Ресифи был процветающим городом, вторым (после Рио-де-Жанейро) экономическим центром страны, его называли «Бразильской Венецией». В 1950 году город нанял известного архитектора Роберто Бурле-Маркса для проектирования нескольких площадей и мест общественного отдыха горожан, которые украшают Ресифи и в наши дни.
12 июня 1966 года в Ресифи произошло неудачное покушение на военного диктатора Артура да Коста-и-Силва, в ходе которого погибло 14 человек, но сам он не пострадал. Покушение было использовано правительством для развёртывания широкомасштабной кампании террора против политических противников.

## География и климат

### Географические сведения
Ресифи расположен на северо-востоке Бразилии, у места впадения рек Бебериби и Капибариби в Атлантический океан. Исторический центр города и наиболее престижные районы лежат на трёх островах в устье рек — Ресифи, Санту-Антониу и Боа-Виста. Природные ландшафты вокруг города представляют собой полосу поросших тропическими лесами невысоких холмов, отделяющих побережье от региона Каатинга (бразильской саванны). Почвы вокруг города бедные, так как сильные дожди вымывают из них полезные вещества.

### Климат
Город находится в зоне субэкваториального климата (он же тропический муссонный, по классификации Кёппена категория As). Жара несколько смягчается влиянием океана, сухой сезон — с октября по декабрь.
| Показатель                    | Янв. | Фев. | Март | Апр. | Май  | Июнь | Июль | Авг. | Сен. | Окт. | Нояб. | Дек. | Год  |
| ----------------------------- | ---- | ---- | ---- | ---- | ---- | ---- | ---- | ---- | ---- | ---- | ----- | ---- | ---- |
| Абсолютный максимум, °C       | 37,0 | 38,0 | 37,0 | 35,0 | 37,0 | 37,0 | 32,0 | 33,0 | 37,0 | 37,0 | 38,0  | 38,0 | 38,0 |
| Средний суточный максимум, °C | 30,2 | 30,2 | 30,0 | 29,7 | 28,9 | 28,8 | 27,3 | 27,5 | 28,1 | 29,0 | 30,1  | 30,2 | 29,1 |
| Средняя температура, °C       | 26,6 | 26,6 | 26,5 | 25,9 | 25,2 | 24,5 | 24,0 | 23,9 | 24,6 | 25,5 | 25,9  | 26,3 | 25,4 |
| Средний суточный минимум, °C  | 22,4 | 22,6 | 22,7 | 22,6 | 21,9 | 21,6 | 21,1 | 20,6 | 20,7 | 21,4 | 21,9  | 22,2 | 21,8 |
| Абсолютный минимум, °C        | 20,0 | 20,0 | 21,0 | 20,0 | 21,0 | 15,0 | 18,0 | 17,0 | 18,0 | 17,0 | 17,0  | 19,0 | 15,0 |
| Норма осадков, мм             | 103  | 144  | 264  | 326  | 328  | 389  | 385  | 213  | 122  | 66   | 47    | 65   | 2452 |
| Источник: World Climate       |      |      |      |      |      |      |      |      |      |      |       |      |      |

## Население

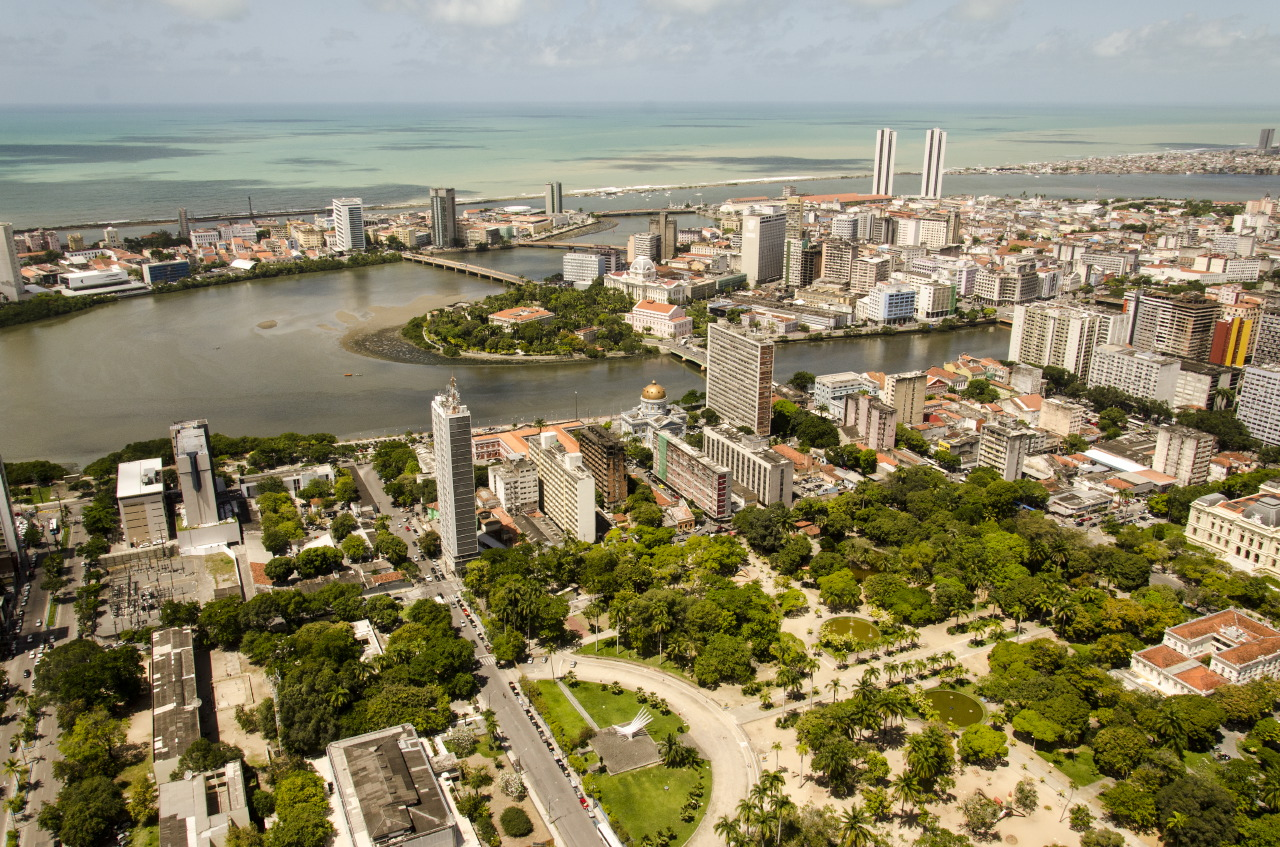
Боа-Виста — один из престижных районов города

По данным Бразильского института географии и статистики, население города в 2013 году составило 1,6 млн человек, агломерации — более 3,8 млн. (9-е и 5-е места по стране соответственно).
Расовый состав населения:
- белые — 41,4 %
- парду — 49,1 %
- негры — 8,3 %
- азиаты — 1,0 %

Белые жители Ресифи в основном являются потомками португальских переселенцев, небольшая часть — голландцев и испанцев.
Около 55 % горожан — католики, 25 % — протестанты, 15 % — атеисты. Уровень преступности высокий, что типично для крупных городов Бразилии.

## Экономика
На протяжении большей части истории Бразилии Ресифи был одним из основных экономических центров страны и главным городом Северо-восточного региона. Эту роль он играет и сегодня. Главными отраслями городской экономики являются:
- торговля;
- производство электроники;
- судостроение;
- информационные технологии;
- пищевая промышленность;
- лёгкая промышленность;
- здравоохранение;
- туризм.

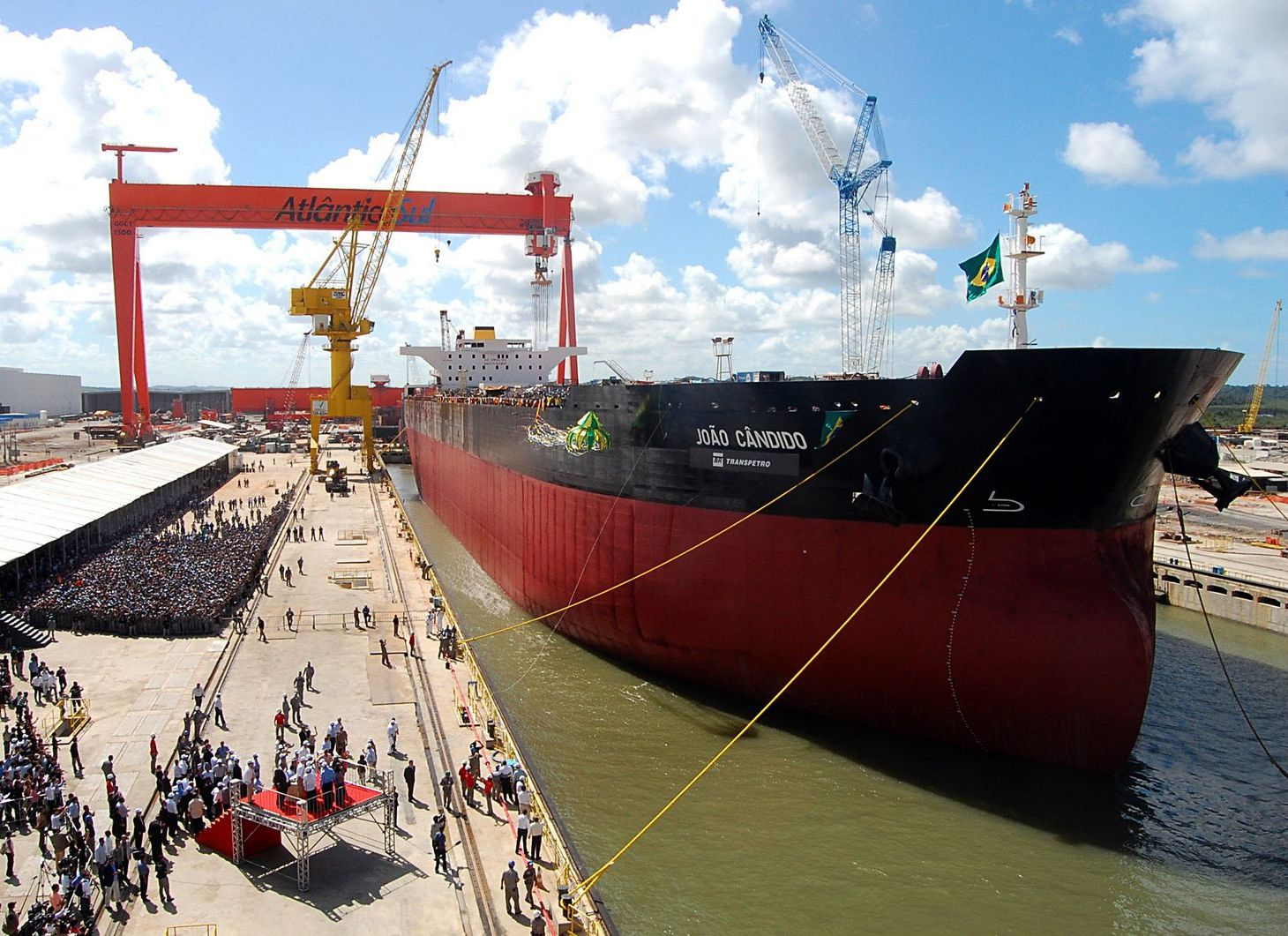
Atlântico Sul — крупнейшая судоверфь Южного полушария

В городе имеется несколько технопарков, важнейшие из которых — промышленный Suape и специализирующийся на электронике и информационных технологиях Porto Digital (в котором, среди прочего, размещены бразильские представительства Майкрософт и IBM).
Ресифи является четвёртым по популярности туристическим направлением в Бразилии (после Рио-де-Жанейро, Салвадора и водопадов Игуасу). Туристов привлекают, прежде всего, великолепные океанские пляжи, а также исторические районы (в том числе включённый в список Всемирного наследия ЮНЕСКО центр Олинды), множество торговых центров, бутиков и ресторанов, яркая ночная жизнь.
Здравоохранение — важная часть городской экономики, Ресифи является вторым (после Сан-Паулу) по стоимости оказываемых медицинских услуг городом Латинской Америки.

## Транспорт
Ресифи обслуживается международным аэропортом Гуарарапис (IATA: REC, ICAO: SBRF) с пассажирооборотом 6,4 млн человек в год. Регулярные пассажирские рейсы совершаются во все основные города Бразилии, а также Майами, Буэнос-Айрес, Франкфурт-на-Майне, Панаму и Лиссабон. В городе находится бразильский центр контроля авиационного движения Cindacta III (Centro Integrado de Defesa Aérea e Controle de Tráfego Aéreo).
Через Ресифи проходят федеральные шоссе BR-101 (Порту-Алегри — Натал), BR-232 (Ресифи — Парнамирин и BR-408 (Ресифи — Кампина-Гранди).
В городе действует второй в Бразилии по пассажиропотоку метрополитен (4 линии, 71 километр, 40 станций) и 17 автобусных компаний, осуществляющих перевозку пассажиров.

## Архитектура
- Город расположен на материке и прибрежных островах, соединённых с ним мостами.
- Постройки колониального периода: монастыри Санту-Антониу и Сан-Франсиску (1609); форт Синку-Понтас (XVII в.); церкви «Золотая капелла» (1716, арх. А. ди Матус) и Сан-Педру-дус-Клеригус (1729, арх. М. Феррейра-и-Жакоме).
- Памятник классицизма XIX в.: театр «Санта-Исабел» (1845, арх. Л. Л. Вотье).
- Анатомическая лаборатория (1940, арх. С. ди Бриту); парк (1954, арх. Р. Бурле Маркс).
- Кахал-Цур-Израэл — «синагога Скала Израиля».

## Образование и музейное дело
- Филологическая академия (осн. 1901)
- Федеральный университет (осн. 1946)
- Католический университет (осн. 1951)
- Музей штата Пернамбуко (осн. 1929)
- Мастерская керамики Франсиску Бреннанда (осн. 1971)
- Институт Рикарду Бреннанда — музей искусств (осн. 2002). В 2015 году признан лучшим музеем Южной Америки.

## Города-побратимы
- Порту, Португалия (1987)
- Нант, Франция (2003)
- Гуанчжоу, Китай (2007)
- Амстердам, Нидерланды (2009)

## Статистика
- Валовой внутренний продукт на 2005 год составляет 16 664 468 mil реалов (данные: Бразильский институт географии и статистики).
- Валовой внутренний продукт на душу населения на 2005 год составляет R$ 11 102,00 реалов (данные: Бразильский институт географии и статистики).
- Индекс развития человеческого потенциала на 2005 год составляет 0,810 (данные: Программа развития ООН).

## Галерея

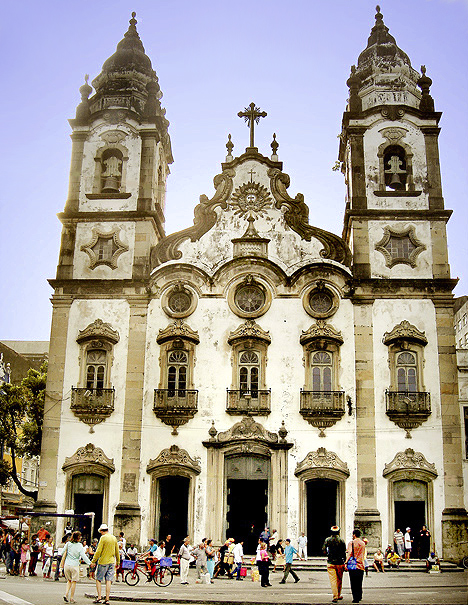
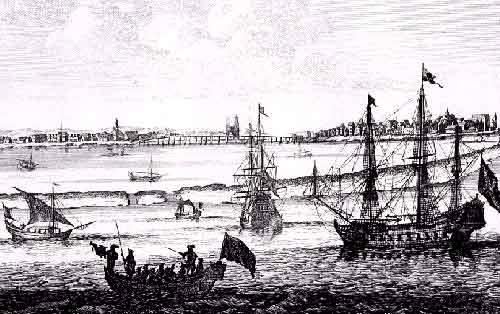
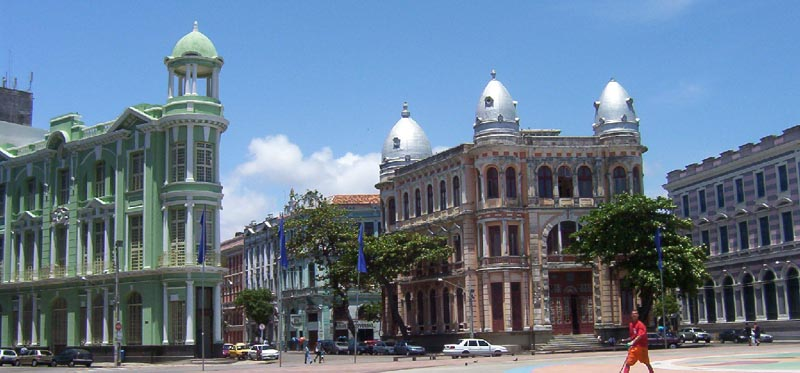
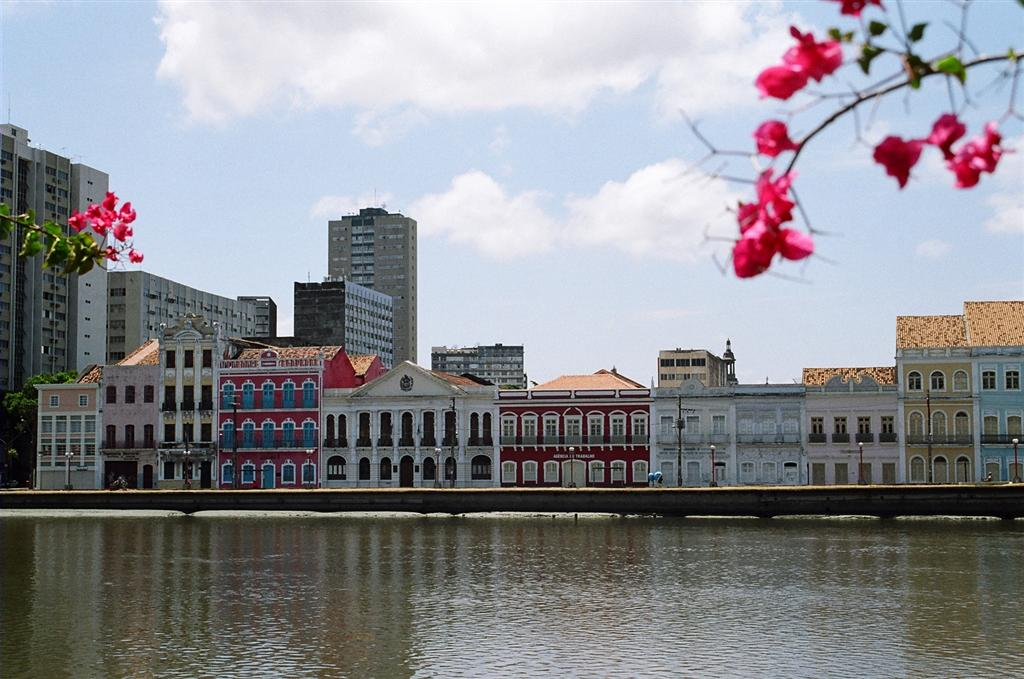
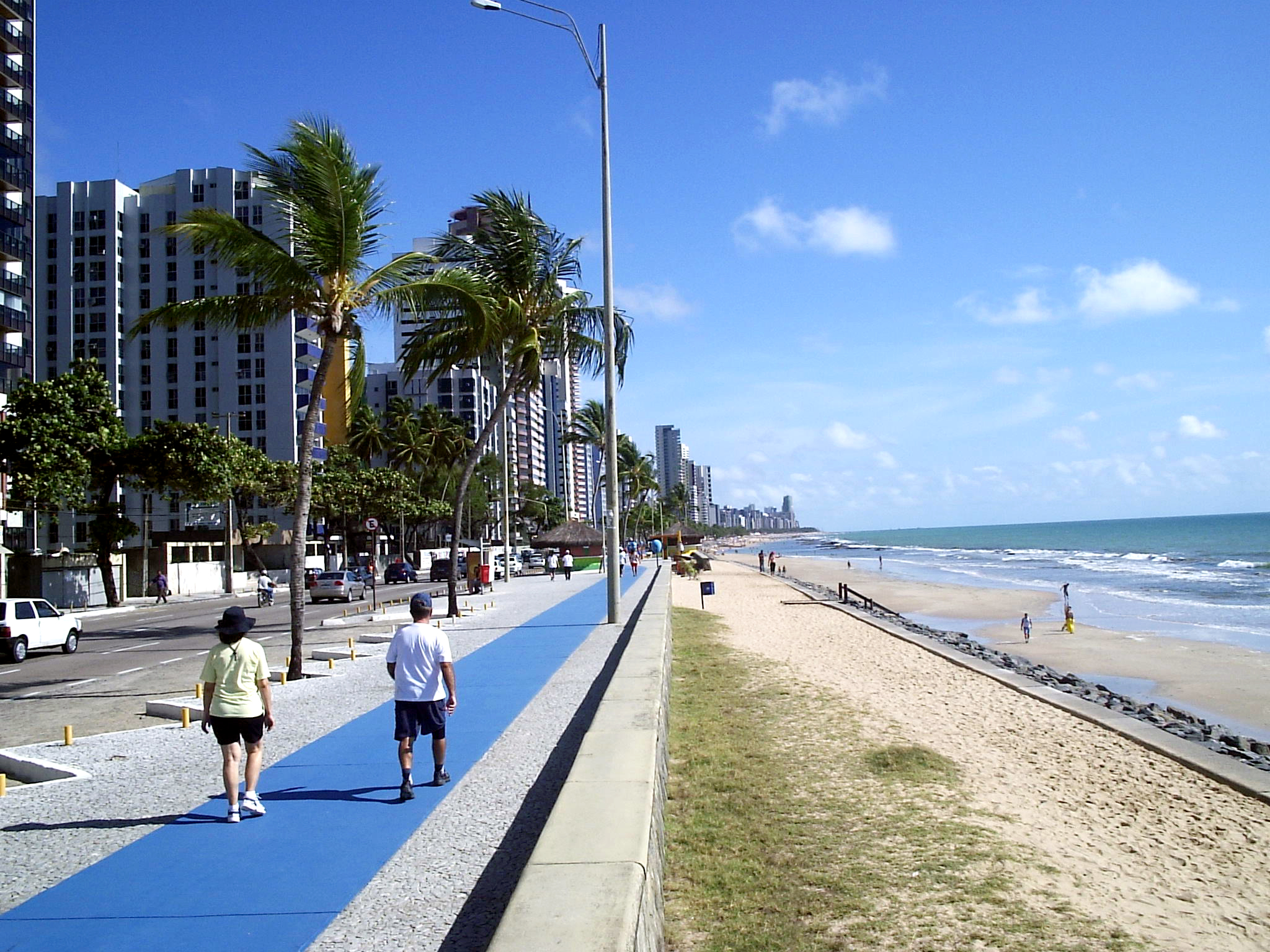
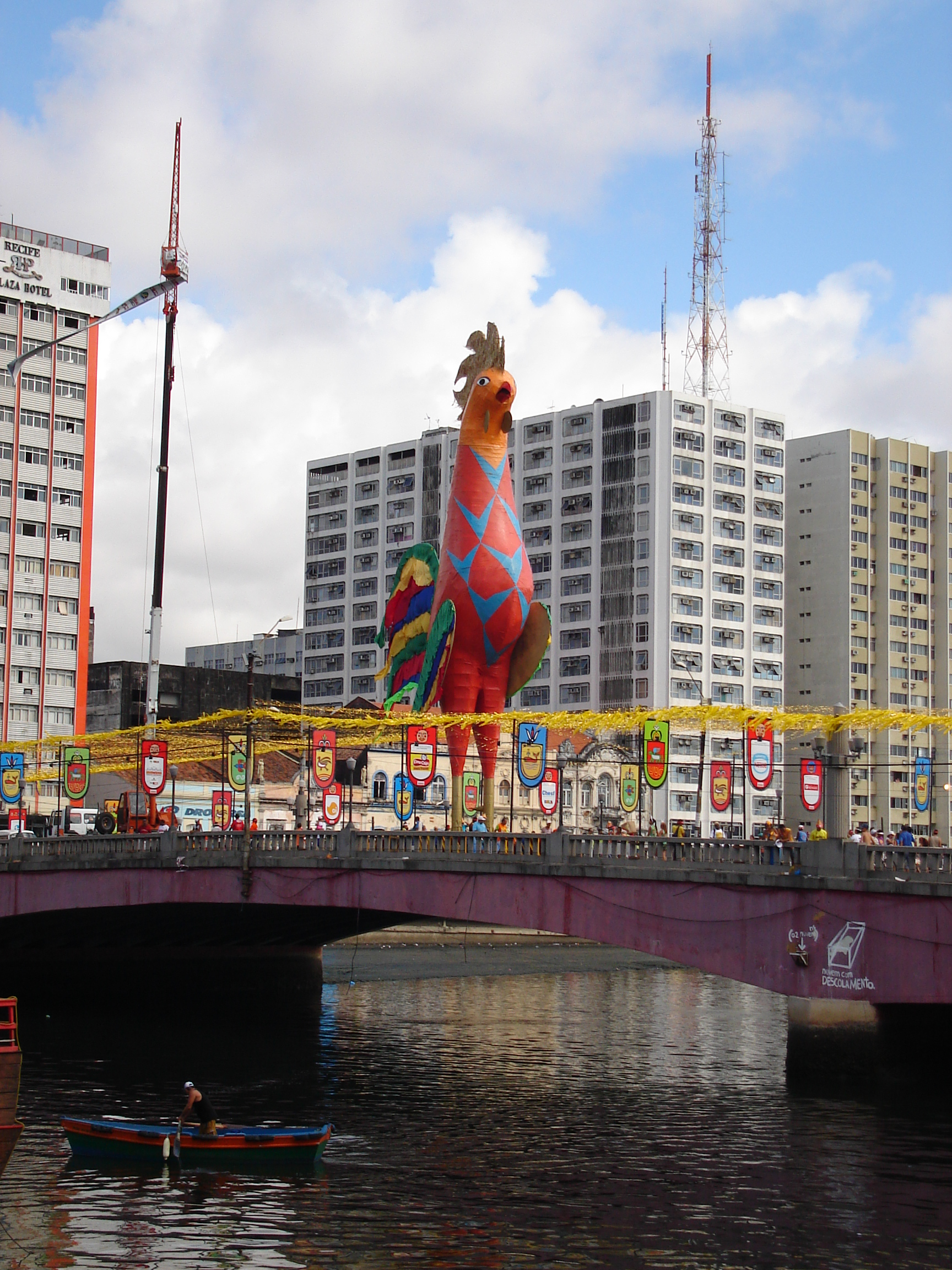
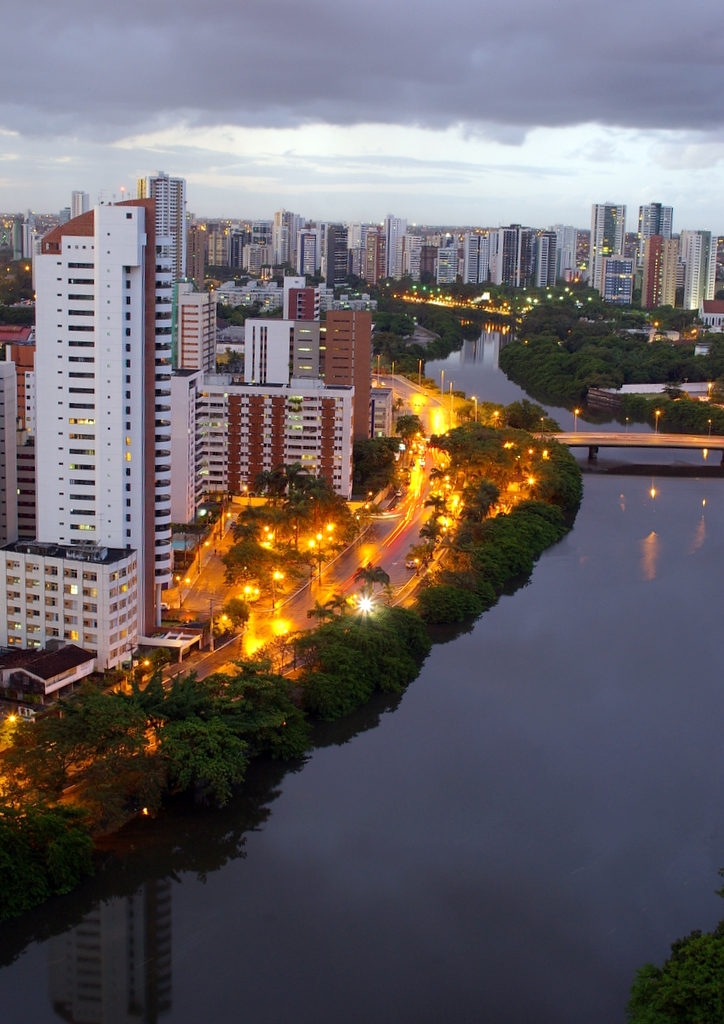
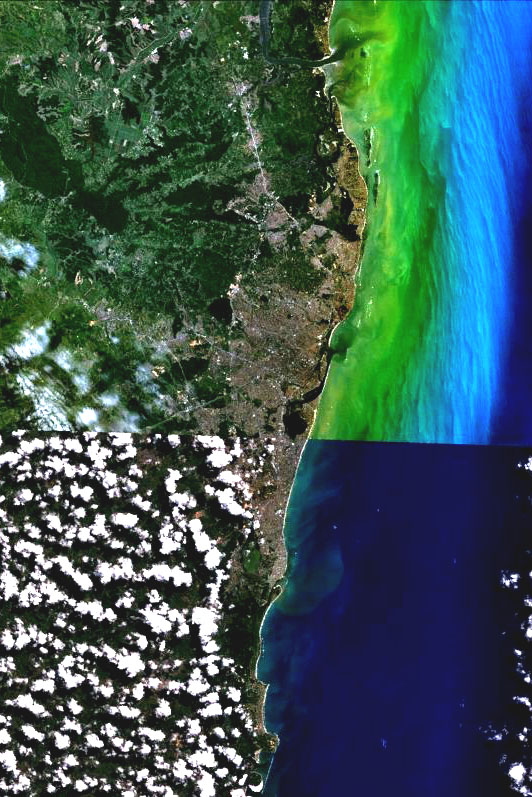